# Prince héritier d'Arabie saoudite
 (octobre 2020).
Si vous disposez d'ouvrages ou d'articles de référence ou si vous connaissez des sites web de qualité traitant du thème abordé ici, merci de compléter l'article en donnant les références utiles à sa vérifiabilité et en les liant à la section « Notes et références ».
Le prince héritier d'Arabie saoudite est le second plus haut personnage du royaume d'Arabie saoudite après le roi, auquel il est censé succéder. Il est choisi par le roi selon un ordre de succession adelphique, en accord avec les différentes branches de la famille royale.
L'actuel prince héritier est Mohammed ben Salmane depuis le 21 juin 2017, également Premier ministre d'Arabie saoudite le 27 septembre 2022.

## Historique
Le deuxième État saoudien prend fin en 1891, quand Mohammed ben Abdallah Al Rachid, émir de Haïl de la famille Al Rachid, chasse du Nejd l'émir saoudien Abderrahmane ben Fayçal et son fils Abdelaziz ben Abderrahmane, qui sera plus tard connu sous le nom d'Ibn Saoud. Ce dernier lui succède en 1900 à la tête de la dynastie saoudienne en exil, et reprend Riyad en 1902.
Alors émir du Nejd, Abdelaziz ben Abderrahmane avait désigné comme successeur son fils aîné Turki ben Abdelaziz, mais celui-ci meurt de la grippe espagnole en 1919, laissant un fils à naître. Cependant, Abdelaziz ben Abderrahmane désigne comme successeur son fils cadet, Saoud ben Abdelaziz, et décide que la succession se ferait ultérieurement de frère en frère. En 1933, Saoud ben Abdelaziz est officiellement nommé prince héritier de l'Arabie saoudite, royaume qu'il a créé l'année précédente. Au total, dix des fils d'Abdelaziz ben Abderrahmane se succéderont à ce poste, tandis que quatre seront écartés ou décéderont avant d'accéder au trône.
En 1992, le roi Fahd ben Abdelaziz modifie la loi de succession pour ouvrir l'accès au trône à la génération suivante, celle des petits-fils d'Abdelaziz ben Abderrahmane. En 2015, Mohammed ben Nayef est le premier de cette génération à accéder au poste de prince héritier.
Pour tenter d'éviter la confiscation du pouvoir par l'une des branches de la famille royale et les conflits de succession, le roi Abdallah ben Abdelaziz avait institué en 2006 un Conseil d'allégeance dont la mission est d'entériner la nomination des futurs princes héritiers, puis introduit en 2014 le titre de vice-prince héritier. Ceci n'empêche pas le roi Salmane ben Abdelaziz d'évincer en 2017 son neveu Mohammed ben Nayef au profit de son propre fils, Mohammed ben Salmane, laissant augurer un retour à une succession directe de père en fils.
Le prince héritier remplace le roi en cas d'absence. Après l'attaque cérébrale dont fut victime le roi Fahd ben Abdelaziz en 1995, et jusqu'à sa mort en 2005, le prince héritier Abdallah ben Abdelaziz assura les fonctions de régent du royaume.
Le prince héritier assume en général la fonction de vice-Premier ministre ou vice-président du Conseil des ministres. Seuls Fayçal ben Abdelaziz et Mohammed ben Salmane ont été en même temps prince héritier et Premier ministre, pendant les règnes de Saoud et Salmane.
De 1967 à 2017, il est secondé par un second vice-Premier ministre, auquel est attribué depuis 2014 le titre de vice-prince héritier, et qui succède automatiquement au prince héritier lorsque ce poste est vacant.

## Princes héritiers d'Arabie saoudite (1933 - aujourd'hui)
| No | Portrait | Nom                                                          | Entrée en fonction | Jusqu'au        | Notes | Roi       |
| -- | -------- | ------------------------------------------------------------ | ------------------ | --------------- | --- | --------- |
| 1  |          | Saoud ben Abdelaziz (12 janvier 1902 - 23 février 1969)      | 11 mai 1933        | 9 novembre 1953 | Deuxième fils d'Abdelaziz ben Abderrahmane, devient roi à la mort de celui-ci. Décède le 23 février 1969.                                                                                       | Abdelaziz |
| 2  |          | Fayçal ben Abdelaziz (14 avril 1906 - 25 mars 1975)          | 9 novembre 1953    | 2 novembre 1964 | Troisième fils d'Abdelaziz ben Abderrahmane. Premier ministre (1958 - 18 décembre 1960 et 1962 - 4 mars 1964). Régent (4 mars - 2 novembre 1964). Décède assassiné le 25 mars 1975.             | Saoud     |
| 3  |          | Mohammed ben Abdelaziz (en) (4 mars 1910 - 25 novembre 1988) | 2 novembre 1964    | 29 mars 1965    | Quatrième fils d'Abdelaziz ben Abderrahmane. Démissionne au profit de Khaled. Décède le 25 novembre 1988.                                                                                       | Fayçal    |
| 4  |          | Khaled ben Abdelaziz (13 février 1913 - 13 juin 1982)        | 29 mars 1965       | 25 mars 1975    | Cinquième fils d'Abdelaziz ben Abderrahmane. Décède le 13 juin 1982. | Fayçal    |
| 5  |          | Fahd ben Abdelaziz (16 mars 1921 - 1er août 2005)            | 25 mars 1975       | 13 juin 1982    | Huitième fils d'Abdelaziz ben Abderrahmane, premier des sept Soudayri. Second vice-Premier ministre (1967-1975). Décède le 1er août 2005.                                                       | Khaled    |
| 6  |          | Abdallah ben Abdelaziz (1er août 1924 - 23 janvier 2015)     | 13 juin 1982       | 1er août 2005   | Dixième fils d'Abdelaziz ben Abderrahmane. Second vice-Premier ministre (1975-1982). Régent (1995-2005). Décède le 23 janvier 2015.                                                             | Fahd      |
| 7  |          | Sultan ben Abdelaziz (5 janvier 1928 - 22 octobre 2011)      | 1er août 2005      | 22 octobre 2011 | Douzième fils d'Abdelaziz ben Abderrahmane, deuxième des sept Soudayri. Second vice-Premier ministre (1982-2005). Décède le 22 octobre 2011.                                                    | Abdallah  |
| 8  |          | Nayef ben Abdelaziz (1934 - 16 juin 2012)                    | 22 octobre 2011    | 16 juin 2012    | Vingt-troisième fils d'Abdelaziz ben Abderrahmane, quatrième des sept Soudayri. Second vice-Premier ministre (2005-2011). Décède le 16 juin 2012.                                               | Abdallah  |
| 9  |          | Salmane ben Abdelaziz (né le 31 décembre 1935)               | 16 juin 2012       | 23 janvier 2015 | Vingt-cinquième fils d'Abdelaziz ben Abderrahmane, sixième des sept Soudayri. Second vice-Premier ministre (2011-2012).                                                                         | Abdallah  |
| 10 |          | Moukrine ben Abdelaziz (né le 15 septembre 1945)             | 23 janvier 2015    | 29 avril 2015   | Trente-cinquième fils et plus jeune fils vivant d'Abdelaziz ben Abderrahmane, vice-prince héritier à partir du 27 mars 2014, « démissionne » le 29 avril 2015.                                  | Salmane   |
| 11 |          | Mohammed ben Nayef (né le 30 août 1959)                      | 29 avril 2015      | 21 juin 2017    | Petit-fils d'Abdelaziz ben Abderrahmane, fils de Nayef ben Abdelaziz, vice-prince héritier à partir du 23 janvier 2015.                                                                         | Salmane   |
| 12 |          | Mohammed ben Salmane (né le 31 août 1985)                    | 21 juin 2017       | en fonction     | Petit-fils d'Abdelaziz ben Abderrahmane, quatrième fils de l'actuel roi Salmane ben Abdelaziz, vice-prince héritier à partir du 29 avril 2015, et Premier ministre depuis le 27 septembre 2022. | Salmane   |

Le poste de vice-prince héritier, second vice-Premier ministre est vacant depuis la promotion de Mohammed ben Salmane au rang de prince héritier, vice-Premier ministre, le 21 juin 2017.